# Itilleq (wyspa)
Itilleq (duń. Eggers Ø) – bezludna wyspa przybrzeżna u południowych wybrzeży Grenlandii. Jej powierzchnia wynosi 308,8 km², a długość linii brzegowej 150,2 km. Klimat subpolarny. Południowy kraniec wyspy stanowi przylądek Farvel – najdalej na południe wysunięty punkt całej Grenlandii.